# Reichenau im Mühlkreis
Reichenau im Mühlkreis je městys v rakouské spolkové zemi Horní Rakousy, v okrese Urfahr-okolí.
K 1. lednu 2015 zde žilo 1 294 obyvatel.